# Supercupa Europei 2013
Supercupa Europei 2013 a fost cea de-a 38-a ediție a Supercupei Europei, meci de fotbal anual, trofeul căruia e  disputat de către campionii celor două competiții inter-club europene organizate de UEFA: Liga Campionilor și UEFA Europa League. Meciul a pus față în față câștigătorea Liga Campionilor 2012-2013 și UEFA Europa League 2012-2013. Acesta s-a jucat pe Stadionul Eden din Praga, Cehia, pe 30 august 2013, , și a fost primul meci al supercupei care a avut loc în altă parte decât pe Stade Louis II din Monaco. Supercupa Europei e un meci de un singur tur încă din 1998.
Bayern München a devenit prima echipă germană care a câștigat Supercupa Europei învingând Chelsea Londra la loviturile de departajare după prelungiri.

## Stadion
Eden Arena deschisă în mai 2008 a fost construită pe amplasamentul vechii arene cu același nume. Este stadionul unde dispută meciurile de acasă SK Slavia Praga, care joacă în Gambrinus liga.

## Echipe
| Echipa         | Calificare                                 | Participări anterioare |
| -------------- | ------------------------------------------ | ---------------------- |
| Bayern München | Câștigătoarea Liga Campionilor 2012–2013   | 1975, 1976, 2001       |
| Chelsea        | Câștigătoarea UEFA Europa League 2012-2013 | 1998, 2012             |

## Meciul
| Bayern München                          | 2-2 (d.p.) | Chelsea                                |
| --------------------------------------- | ---------- | -------------------------------------- |
| Ribéry 47' Martínez 120+1'              | Raport     | Torres 8' Hazard 93'                   |
| Alaba · Kroos · Lahm · Ribéry · Shaqiri | 5-4        | Luiz · Oscar · Lampard · Cole · Lukaku |

| Bayern München | Chelsea |

| P               | 1  | Manuel Neuer      |     |     |
| F               | 13 | Rafinha           |     | 56' |
| F               | 17 | Jérôme Boateng    | 84' |     |
| F               | 4  | Dante             |     |     |
| F               | 27 | David Alaba       |     |     |
| M               | 21 | Philipp Lahm (c)  |     |     |
| M               | 39 | Toni Kroos        |     |     |
| M               | 10 | Arjen Robben      |     | 95' |
| M               | 25 | Thomas Müller     |     | 71' |
| M               | 7  | Franck Ribéry     | 23' |     |
| A               | 9  | Mario Mandžukić   |     |     |
| Rezerve:        |    |                   |     |     |
| P               | 22 | Tom Starke        |     |     |
| F               | 5  | Daniel Van Buyten |     |     |
| F               | 26 | Diego Contento    |     |     |
| M               | 8  | Javi Martínez     |     | 56' |
| M               | 19 | Mario Götze       |     | 71' |
| M               | 11 | Xherdan Shaqiri   |     | 95' |
| A               | 14 | Claudio Pizarro   |     |     |
| Antrenor:       |    |                   |     |     |
| Josep Guardiola |    |                   |     |     |

| P             | 1  | Petr Čech          |         |      |
| F             | 2  | Branislav Ivanović | 120'    |      |
| F             | 24 | Gary Cahill        | 41'     |      |
| F             | 4  | David Luiz         | 66'     |      |
| F             | 3  | Ashley Cole        | 118'    |      |
| M             | 8  | Frank Lampard (c)  |         |      |
| M             | 7  | Ramires            | 64' 85' |      |
| M             | 14 | André Schürrle     |         | 87'  |
| M             | 11 | Oscar              |         |      |
| M             | 17 | Eden Hazard        |         | 113' |
| A             | 9  | Fernando Torres    | 90'     | 98'  |
| Rezerve:      |    |                    |         |      |
| P             | 23 | Mark Schwarzer     |         |      |
| F             | 26 | John Terry         |         | 113' |
| F             | 28 | César Azpilicueta  |         |      |
| M             | 5  | Michael Essien     |         |      |
| M             | 12 | Mikel John Obi     |         | 87'  |
| M             | 10 | Juan Mata          |         |      |
| A             | 18 | Romelu Lukaku      | 99'     | 98'  |
| Antrenor:     |    |                    |         |      |
| José Mourinho |    |                    |         |      |

| Omul Meciului: Franck Ribéry (Bayern München) Arbitri asistenți: Mathias Klasenius (Suedia) Daniel Wärnmark (Suedia) Al patrulea oficial: Stefan Wittberg (Suedia) Arbitri asistenți adiționali: Stefan Johannesson (Suedia) Markus Strömbergsson (Suedia) | Regulile jocului - 90 minute. - 30 minute de prelungiri dacă este necesar. - Penalty dacă scorul este egal. - Șapte rezerve desemnate. - Maxim trei schimbări. |

### Statistici
|                   | Bayern München | Chelsea |
| ----------------- | -------------- | ------- |
| Goluri marcate    | 0              | 1       |
| Total șuturi      | 8              | 4       |
| Șuturi pe poartă  | 4              | 1       |
| Apărate           | 0              | 4       |
| Posesia mingii    | 62%            | 38%     |
| Cornere           | 2              | 2       |
| Faulturi          | 6              | 10      |
| Ofsaiduri         | 1              | 1       |
| Cartonașe galbene | 1              | 1       |
| Cartonașe roșii   | 0              | 0       |

|                     | Bayern München | Chelsea |
| ------------------- | -------------- | ------- |
| Goluri marcate      | 1              | 0       |
| Total șuturi        | 12             | 9       |
| Șuturi pe poartă    | 6              | 7       |
| Apărate             | 7              | 5       |
| Posesia mingii      | 64%            | 36%     |
| Cornere             | 4              | 3       |
| Faulturi            | 10             | 10      |
| Ofsaiduri           | 0              | 2       |
| Cartonașe galbenene | 1              | 4       |
| Cartonașe roșii     | 0              | 1       |

|                     | Bayern München | Chelsea |
| ------------------- | -------------- | ------- |
| Goluri marcate      | 1              | 1       |
| Total șuturi        | 17             | 1       |
| Șuturi pe poartă    | 9              | 1       |
| Apărate             | 0              | 8       |
| Posesia mingii      | 69%            | 31%     |
| Cornere             | 9              | 0       |
| Faulturi            | 2              | 3       |
| Ofsaiduri           | 0              | 1       |
| Cartonașe galbenene | 0              | 3       |
| Cartonașe roșii     | 0              | 0       |

|                     | Bayern München | Chelsea |
| ------------------- | -------------- | ------- |
| Goluri marcate      | 2              | 2       |
| Total șuturi        | 37             | 14      |
| Șuturi pe poartă    | 19             | 9       |
| Apărate             | 7              | 17      |
| Posesia mingii      | 64%            | 36%     |
| Cornere             | 15             | 5       |
| Faulturi            | 18             | 23      |
| Ofsaiduri           | 1              | 4       |
| Cartonașe galbenene | 2              | 8       |
| Cartonașe roșii     | 0              | 1       |